# Inci Y.
Unter dem Pseudonym Inci Y. erscheinen von dem Journalisten Jochen Faust zu Papier gebrachte Bücher über das Leben einer Türkin in Deutschland, die von Faust und dem veröffentlichenden Piper Verlag als autobiografische Lebensberichte ausgewiesen werden.

## Leben
Laut Piper 1970 in Deutschland geboren, sei die Autorin bis zu ihrem elften Lebensjahr in Ankara aufgewachsen. Danach habe sie sechs Jahre in Deutschland gelebt, bevor sie in die Türkei zwangsverheiratet worden sei. Inzwischen geschieden, lebe Inci Y. wieder in Deutschland.

## Bücher
- Erstickt an euren Lügen. Piper 2005.
- Erzähl mir nix von Unterschicht. Piper 2007. Während sich das erste Buch mit ihrer Zwangsverheiratung in jungen Jahren auseinandersetzt, berichtet das zweite von Ausgrenzung in Deutschland. Beide Werke erfuhren mehrere Auflagen. Ersteres erschien überdies in anderen Ländern, so zum Beispiel 2007 auf Türkisch bei einem Istanbuler Verlag.

## Textbeitrag
- In: Daniel Dettling, Christian Schüle (Hrsg.): Minima Moralia.[1]

## Einzelbelege
1. ↑  Inci Y. im Feuilleton  des Rheinischen Merkurs über Integration in Deutschland